# Copiador de diapositivas
Un  copiador de diapositivas  es un dispositivo óptico simple que puede ser fijado sobre el objetivo de una cámara fotográfica para hacer duplicados de  diapositivas. Antiguamente estos dispositivos se usaban para hacer copias de diapositivas o para hacer filminas, pero actualmente se utilizan conjuntamente con una cámara digital para digitalizar transparencias antiguas. Este método suele dar mejor resolución que el uso de adaptadores acoplados a un típico escáner digital A4  plano.
Los dispositivos tienen unos 30 cm de largo, y se roscan a una "montura" intermedia fijada en la cámara. El objetivo que incorpora normalmente el copiador no tiene por qué ser complejo, porque los sistemas no van más allá de un pequeño número f (por ejemplo, para la Unidad Makinon zoom, f/16 a 1:1 aumentos, bajando a f/22 a 3:1 aumentos), además las distancias al objeto y a la imagen son similares, por lo que las  aberraciones ópticas se reducen al mínimo.